# Floyd Mayweather jr.
Floyd Joy Mayweather jr. (geboren als Floyd Joy Sinclair; Grand Rapids, 24 februari 1977) is een Amerikaans beroepsbokser. Hij won driemaal de nationale Golden Gloves en brons op de Olympische Spelen van 1996. Mayweather heeft zijn vijftig optredens als profbokser allemaal gewonnen. Hij is wereldkampioen geweest in vijf verschillende gewichtsklassen.

## Carrière
Mayweather werd geboren in een boksfamilie. Zijn vader Floyd Mayweather sr. en ooms Jeff en Roger Mayweather waren allen professionele boksers, waarvan de laatstgenoemde ook wereldkampioen was.
Voordat Mayweather een profbokser werd, had hij uitgebreide amateurervaring met een record van 84 overwinningen tegen 6 nederlagen, 3 Golden Gloves-overwinningen tussen 1993 en 1996 en een bronzen medaille op de Olympische Spelen van 1996 in Atlanta in het vedergewicht. Hij vocht zijn eerste professionele wedstrijd in oktober 1996.
De bijnaam Pretty Boy kreeg hij van zijn teamgenoten in het Amerikaanse amateurboksteam, omdat hij destijds nauwelijks gewond en gekneusd raakte tijdens bokswedstrijden. Dit kwam door zijn verdedigingstechnieken die zijn vader en oom Roger hem hadden geleerd.
Op 5 mei 2007 nam Mayweather het op tegen Oscar De La Hoya voor de WBC-wereldtitel in het lichtmiddengewicht, die hij won op punten. Het gevecht werd financieel het meest lucratieve in de boksgeschiedenis. Voor dit gevecht verdiende Mayweather een bedrag van 25 miljoen dollar, terwijl De La Hoya 58 miljoen dollar verdiende, destijds het hoogste bedrag voor een bokser. De totale inkomsten uit televisie-uitzendingen bedroegen 120 miljoen dollar.
Op 8 december 2007 versloeg Mayweather de ongeslagen Engelsman Ricky Hatton middels een technische knock-out in de tiende ronde. Op 19 september 2009 versloeg hij Juan Manuel Márquez door middel van een unanieme jurybeslissing. Hij behaalde ook een unanieme puntenoverwinning tegen Shane Mosley op 1 mei 2010.
Na een onderbreking van zestien maanden maakte Mayweather een geslaagde comeback. De omstreden Amerikaan was op 18 september 2011 in Las Vegas met een knock-out in de vierde ronde de baas over landgenoot Victor Ortiz. Dat leverde hem de wereldtitel (WBC) in het weltergewicht op. De knock-out tegen Ortiz leidde tot nogal wat opschudding in de bokswereld, doordat hij volgde kort nadat Ortiz een kopstoot had uitgedeeld aan zijn uitdager. De arbiter gelastte een pauze waarin beide boksers zich moesten verzoenen. Ortiz omhelsde Mayweather, kuste hem op de wang en beide boksers drukten de handschoenen tegen elkaar. Meteen erna, terwijl Ortiz de handen naar beneden had, deelde Mayweather een linkse hoek uit gevolgd door een rechtse die Ortiz tegen het canvas deed belanden.
Mayweather won op 5 mei 2012 de titel WBA-superweltergewicht in het MGM Grand in Las Vegas na het verslaan van de Puerto Ricaan Miguel Cotto op basis van een unanieme beslissing van de juryleden.
Op 4 mei 2013 vocht hij in het MGM Grand Las Vegas tegen Robert Guerrero. Mayweather won de partij en bleef ongeslagen.
Op 24 september 2013 vocht Mayweather tegen de destijds onverslagen 23-jarige Saúl Álvarez uit Mexico. Deze wedstrijd zorgde voor veel spanning, omdat ze allebei ongeslagen waren. Mayweathers stoten waren effectiever dan die van Álvarez en hij won na 12 rondes op majority (meerderheid) besluit van de jury.
Op 3 mei 2014 stond Mayweather tegenover de Argentijn Marcos Maidana voor de titel WBA-superweltergewicht. Hij won middels een meerderheidsbesluit van de jury. Deze overwinning was controversieel. Maidana vroeg publiekelijk om een rematch, die plaatsvond op 13 september 2014. Mayweather won het gevecht door middel van een unanieme jurybeslissing.
Mayweather heeft op 2 mei 2015 Manny Pacquiao verslagen in het gevecht dat 'het gevecht van de eeuw' werd genoemd. Dit gebeurde in Las Vegas' MGM Grand. Mayweather versloeg Pacquiao door middel van een unanieme jurybeslissing.
Op 12 september 2015 vocht Mayweather tegen Andre Berto en won middels een jurybeslissing in de 12e ronde.
Mayweather stopte na zijn partij tegen Berto officieel met boksen. MMA-vechter Conor McGregor deed in januari 2016 echter de uitspraak dat hij het ook best tegen de Amerikaan op wilde nemen. Dit terwijl McGregor nog nooit een professionele partij had gebokst. Het bleek het begin van een woordenwisseling van anderhalf jaar waarin de twee elkaar in de media en op sociale media te lijf gingen. UFC-voorzitter White maakte in juni 2017 officieel bekend dat ze het op 26 augustus 2017 daadwerkelijk tegen elkaar op zouden nemen in Las Vegas. Het gevecht kwam publiekelijk bekend te staan als The Money Fight. Dit omdat Mayweather circa 300 miljoen dollar zou opstrijken voor de partij (prijzengeld en deling in recette, pay-per-view, internationale uitzendrechten, etc. samen), McGregor ruim 100 miljoen. Mayweather had uiteindelijk meer dan negen ronden zijn handen vol aan de Ier. Halverwege de tiende stopte de scheidsrechter het gevecht omdat McGregor zich niet voldoende meer verdedigde. Daarmee scherpte Mayweather zijn staat van dienst aan tot vijftig bokspartijen op rij ongeslagen.

## Titels
- WBC Super Featherweight Champion
- WBC Lightweight Champion
- WBC Super Lightweight Champion
- IBF Welterweight Champion
- WBC Welterweight Champion
- WBC Light Middleweight Champion
- WBA Super Light Middleweight Champion
- WBA Super Welterweight Champion
- WBO Welterweight Champion
- The Ring Lightweight Champion
- The Ring Welterweight Champion

- International Standard Name Identifier: 0000 0004 6192 7598
- Library of Congress Control Number: no2016039319
- MusicBrainz: db9bf74a-2a63-46f1-bc26-db10fc7cea6f
- Nationale Bibliotheek van Polen: a0000002996918
- Virtual International Authority File: 28146095302300372162
- WorldCat: E39PBJp67cXgFV9p4Q9tmpXGHC